# Leonardina woodi
La tordina de Mindanao (Leonardina woodi) es una especie de ave paseriforme de la familia Muscicapidae endémica de Filipinas. Es la única especie del género Leonardina.

## Taxonomía
La tordina de Mindanao fue descrita científicamente por el ornitólogo estadounidense Edgar Alexander Mearns en 1905. Anteriormente se clasificaba en la familia Timaliidae, después fue emplazada brevemente en la familia Pellorneidae; pero los estudios genéticos indican que pertenece a la familia Muscicapidae.

## Descripción
La tordina de Mindanao mide alrededor de 20 cm de largo. Sus partes superiores son de color pardo uniforme, mientras que sus partes inferiores son de color gris, salvo la garganta que es blanquecina. Su pico y patas son negruzcos.

## Distribución y hábitat
Se encuentra únicamente en los bosques de montaña de la isla de Mindanao, en el sur del archipiélago filipino. Suele deambular por el suelo del bosque donde rebusca insectos y otros invertebrados de los que se alimenta.